# カメンニエ諸島
カメンニエ諸島(カメンニエしょとう、ロシア語: Каменные Острова)は、北極海の一部であるカラ海に位置するロシア連邦領の6の島から構成されている島嶼群である。諸島は1900年代にエドゥアルト・フォン・トルにより発見された。